# Opinião Pública
Opinião Pública (dt.: Öffentliche Meinung) war eine portugiesische Mod-Punk-Band aus Lissabon.

## Geschichte
Sie wurde 1981 gegründet, inmitten des Boom do Rock Português, der Welle aufkommender portugiesischer Rockbands. Mit dessen wichtigstem Aushängeschild, der Band UHF, pflegte die Gruppe eine besondere Beziehung. Sie spielten eine Reihe von Konzerten zusammen, und der UHF-Sänger António Manuel Ribeiro produzierte ihr Album.
Die Schallplattenaufnahme war ihnen möglich geworden, nachdem sie 1981 beim Bandwettbewerb des Festival Só Rock (dt.: Festival nur Rock) in Coimbra gut abschnitten. Die Gruppe veröffentlichte eine Single und ein Album, auf dem  Rotação-Musiklabel. Während die Single, ähnlich der Frühwerke von UHF, deutliche Einflüsse von Punkrock und Powerpop zeigten, war das Spektrum der Stücke des Albums breiter, und beinhaltete auch Rock- und New-Wave-Lieder. In der Folge spielten sie eine Reihe von Konzerten, zumeist im Großraum Lissabon, zusammen mit Bands wie Xutos & Pontapés, Rock & Vários und UHF, u. a.
Die Band löste sich 1982 wieder auf. Einige Bandmitglieder waren weiterhin als Musiker aktiv, etwa Luís Fialho später bei der Pop-Band Entre Aspas.

## Rezeption
Trotz der kurzen Lebensdauer der Gruppe und des geringen Erfolgs, der ihnen damals zuteilwurde, konnte die Band im Nachhinein einige Aufmerksamkeit in Mod- und Powerpop-interessierten Kreisen gewinnen. So erschien ihr als Single veröffentlichtes Stück Puto da Rua (dt.: Straßenjunge) 1999 auf der sechsten Ausgabe der internationalen Raritäten-Compilation Powerpearls.

## Diskografie
- 1981: Puto da Rua (7" Single)
- 1981: No Sul da Europa (LP)